# Salamandra longirostris
La salamandra penibética (Salamandra longirostris) es una especie de anfibio urodelo de la familia Salamandridae, endémica de la cordillera Penibética en Andalucía, España.
Es una salamandra grande, muy parecida a la salamandra común, con quien no comparte área de distribución. El cuerpo es negro con manchas amarillas cuadrangulares y algunas manchas muy características en la cabeza. El morro es apuntado y el vientre grisáceo, sin manchas. Habita zonas húmedas, con cursos de agua próximos donde se reproduce.
Está considerada una especie distinta de la salamandra común desde principios del siglo XXI.

## Descripción
Ligeramente mayor que la salamandra común, mide de media 18,5 cm y llega a alcanzar los 23 cm. Tiene el cuerpo robusto y la cola relativamente corta. Su piel es lisa y brillante, con manchas amarillas cuadrangulares sobre fondo negro dispuestas bilateralmente; muy rara vez posee manchas rojizas. Vientre gris plomizo, casi siempre sin manchas amarillas y nunca en la garganta, lo que la diferencia de las subespecies Salamandra salamandra morenica, S. s. crespoi y S. s. gallaica.
Su hocico es puntiagudo lo que le da un aspecto característico, y las glándulas parotídeas son conspicuas. En la cabeza suelen aparecer tres pares de manchas: sobre el párpado, sobre la parótida y en la base del maxilar superior. Con frecuencia posee unas pequeñas manchas amarillas que siguen el contorno de las mandíbulas.

## Sistemática
Hasta 1994 era considerada como Salamandra salamandra. En ese año, Ulrich Joger y S. Steinfartz en su trabajo sobre salamandras del sur de la península ibérica la clasificaron en la categoría de subespecie, como Salamandra salamandra longirostris. Desde entonces y hasta 2009 toda la bibliografía sobre esta especie se refiere a la subespecie. En 2007 Speybroeck y Crochet hicieron notar que esta subespecie podría ser clasificada como especie independiente, pero no fue formalizado hasta 2009 por Dubois y Raffaëlli. Sin embargo en 2010, los mismos autores que habían apuntado su especificidad —Speybroeck y Crochet junto con Beukema— volvieron a plantear la inclusión de la especie como subespecie de Salamandra salamandra a pesar de sus distribuciones alopátricas y de las diferencias moleculares existentes.

## Hábitat y distribución
De hábitos terrestres, se la puede encontrar en las zonas montañosas y húmedas entre hojarasca de bosques caducifolios o en zonas rocosas con vegetación abundante, frecuentemente cerca de cursos de agua. El rango altitudinal abarca desde el nivel del mar hasta los 1780 m.
Su área de distribución se circunscribe a la sierra de Ronda en las provincias de Cádiz y Málaga. Hasta la década de 1980 también se distribuía por Granada, pero estas poblaciones parecen haber desaparecido. Se distinguen dos grupos de población separados, uno occidental más numeroso y otro oriental muy amenazado. El occidental se encuentra en la provincia de Cádiz y occidente de Málaga. El oriental ocupa el levante de la provincia de Málaga. Con una población de especial valor en el inminente parque nacional de La Sierra de las Nieves.
Es alopátrica con la salamandra común, es decir, sus áreas de distribución no se superponen. Las poblaciones de salamandra común más cercanas son las pertenecientes a la subespecie S. s. morenica que se encuentran al norte del río Guadalquivir, en Sierra Morena y sierras de Cazorla, Segura y Alcaraz.